# Drujinți, Kărdjali
Drujinți (în bulgară Дружинци) este un sat în comuna Kirkovo, regiunea Kărdjali,  Bulgaria. 

## Demografie
Componența etnică a satului Drujinți
     Nicio identificare (41,86%)
     Bulgari (58,13%)
     Altele (0%)
La recensământul din 2011, populația satului Drujinți era de 332 locuitori. Din punct de vedere etnic, majoritatea locuitorilor (58,13%) erau bulgari. Pentru 41,86% din locuitori nu este cunoscută apartenența etnică.